# Андерсен, Адольф
Карл Эрнст Адольф Андерсен (нем. Karl Ernst Adolf Anderssen; 6 июля 1818, Бреслау — 13 марта 1879, там же) — немецкий шахматист, мастер комбинации и глава комбинационной школы, педагог, профессор математики, доктор наук.
Победитель первого международного шахматного турнира в Лондоне (1851), после которого считался лучшим шахматистом мира, вплоть до проигрыша матча Полу Морфи (1858). Из-за того, что Морфи отошёл от шахмат, после победы во втором международном турнире (1862) Андерсен вернул себе звание «некоронованного чемпиона» и снова считался лучшим шахматистом мира, пока не проиграл матч Вильгельму Стейницу (1866). Из четырёх первых международных турниров он победил в трёх (в одном не смог участвовать в связи с занятостью на основной работе). Создатель «бессмертной» и «неувядаемой» партий, которые вошли в историю шахмат как шедевры комбинационной игры.
Вопреки неоднократно высказывавшимся в шахматных учебниках и даже в «Курсе шахматных лекций» пятого чемпиона мира Макса Эйве мнениям об отсутствии у Андерсена позиционной игры, историк шахмат Яков Нейштадт отмечал, что «позиционные грехи Андерсена сильно преувеличены и относятся, главным образом, к раннему периоду его творчества».

## Биография

### Ранний период
Адольф Андерсен родился в бедной семье. Когда ему исполнилось 9 лет, отец научил его играть в шахматы. Андерсен вспоминал, что лучше всего изучил игру на основе книги Уильяма Льюиса «50 партий между Лабурдоннэ и Мак-Доннеллом» (1835). Также он читал книги Филидора, Альгайера и Мозеса Гиршеля. Учась в гимназии святой Елизаветы родного города Бреслау, Андерсен рисовал в учебниках шахматные диаграммы, играл со своими друзьями партии «по переписке» во время уроков, что не помешало ему успешно окончить гимназию. Затем учился в университете Бреслау, где сдал государственные экзамены. Учёную степень получал в Берлине, где и познакомился с сильными шахматистами.
Андерсен стал учителем немецкого языка и математики во Фридрих-гимназии родного города, а позже переехал в город Штольп (Померания), где был домашним учителем в семье. Временами он ездил в столицу Пруссии, играл в кафе Хойзлера с шахматистами Берлинской плеяды. Уже тогда представитель плеяды Вильгельм Ганштейн сказал, что Андерсен победит всех известных мастеров.
За период до 1848 года сохранилось больше сведений о проигранных Андерсеном партиях, чем о выигранных им. Его соперники обычно хранили свои победы, сам же Андерсен партии не записывал.
В январе 1848 года, ещё до отъезда в Померанию, Андерсен провёл в Бреслау матч со знакомым ему с юных лет земляком Даниелем Гарвицем. У Гарвица был гораздо больший опыт — он играл в Англии и Франции с Говардом Стаунтоном и Лионелем Кизерицким, другими известными европейскими шахматистами. Перед началом соперники сыграли партию вслепую — победил Андерсен. Матч состоял из 11 партий, проходил в равной борьбе, и при счёте +5 —5 последнюю партию решили не играть, признав ничейный исход.

### Первый международный турнир и «бессмертная» партия
Когда стало известно, что в 1851 году в Лондоне, во время Всемирной выставки, начнётся первый международный шахматный турнир, Берлинским шахматным обществом было решено, что Пруссию представят Андерсен и Карл Майет (Германию представлял и живший в столице Англии Бернхард Горвиц). Андерсен отказался от места домашнего учителя, переехал в Берлин, каждый день играл с Майетом, Жаном Дюфренем и австрийцем Эрнстом Фалькбеером, а также с Максом Ланге. Он сыграл с ними больше ста партий.
Находясь в Лондоне, Андерсен так и не посетил Всемирную выставку, проходившую в Хрустальном дворце. Когда его спросили, почему он этого не сделал, Андерсен ответил: «Я приехал в Лондон, чтобы играть в шахматы».
|   | a | b | c | d | e | f | g | h |   |
| - | --- | --- | --- | --- | --- | --- | --- | --- | - |
| 8 | a8 чёрная ладья · c8 чёрный слон · d8 чёрный король · g8 чёрный конь · h8 чёрная ладья · a7 чёрная пешка · d7 чёрная пешка · f7 чёрная пешка · g7 белый конь · h7 чёрная пешка · a6 чёрный конь · d6 белый слон · b5 чёрная пешка · d5 белый конь · e5 белая пешка · h5 белая пешка · g4 белая пешка · d3 белая пешка · f3 белый ферзь · a2 белая пешка · c2 белая пешка · e2 белый король · a1 чёрный ферзь · g1 чёрный слон | a8 чёрная ладья · c8 чёрный слон · d8 чёрный король · g8 чёрный конь · h8 чёрная ладья · a7 чёрная пешка · d7 чёрная пешка · f7 чёрная пешка · g7 белый конь · h7 чёрная пешка · a6 чёрный конь · d6 белый слон · b5 чёрная пешка · d5 белый конь · e5 белая пешка · h5 белая пешка · g4 белая пешка · d3 белая пешка · f3 белый ферзь · a2 белая пешка · c2 белая пешка · e2 белый король · a1 чёрный ферзь · g1 чёрный слон | a8 чёрная ладья · c8 чёрный слон · d8 чёрный король · g8 чёрный конь · h8 чёрная ладья · a7 чёрная пешка · d7 чёрная пешка · f7 чёрная пешка · g7 белый конь · h7 чёрная пешка · a6 чёрный конь · d6 белый слон · b5 чёрная пешка · d5 белый конь · e5 белая пешка · h5 белая пешка · g4 белая пешка · d3 белая пешка · f3 белый ферзь · a2 белая пешка · c2 белая пешка · e2 белый король · a1 чёрный ферзь · g1 чёрный слон | a8 чёрная ладья · c8 чёрный слон · d8 чёрный король · g8 чёрный конь · h8 чёрная ладья · a7 чёрная пешка · d7 чёрная пешка · f7 чёрная пешка · g7 белый конь · h7 чёрная пешка · a6 чёрный конь · d6 белый слон · b5 чёрная пешка · d5 белый конь · e5 белая пешка · h5 белая пешка · g4 белая пешка · d3 белая пешка · f3 белый ферзь · a2 белая пешка · c2 белая пешка · e2 белый король · a1 чёрный ферзь · g1 чёрный слон | a8 чёрная ладья · c8 чёрный слон · d8 чёрный король · g8 чёрный конь · h8 чёрная ладья · a7 чёрная пешка · d7 чёрная пешка · f7 чёрная пешка · g7 белый конь · h7 чёрная пешка · a6 чёрный конь · d6 белый слон · b5 чёрная пешка · d5 белый конь · e5 белая пешка · h5 белая пешка · g4 белая пешка · d3 белая пешка · f3 белый ферзь · a2 белая пешка · c2 белая пешка · e2 белый король · a1 чёрный ферзь · g1 чёрный слон | a8 чёрная ладья · c8 чёрный слон · d8 чёрный король · g8 чёрный конь · h8 чёрная ладья · a7 чёрная пешка · d7 чёрная пешка · f7 чёрная пешка · g7 белый конь · h7 чёрная пешка · a6 чёрный конь · d6 белый слон · b5 чёрная пешка · d5 белый конь · e5 белая пешка · h5 белая пешка · g4 белая пешка · d3 белая пешка · f3 белый ферзь · a2 белая пешка · c2 белая пешка · e2 белый король · a1 чёрный ферзь · g1 чёрный слон | a8 чёрная ладья · c8 чёрный слон · d8 чёрный король · g8 чёрный конь · h8 чёрная ладья · a7 чёрная пешка · d7 чёрная пешка · f7 чёрная пешка · g7 белый конь · h7 чёрная пешка · a6 чёрный конь · d6 белый слон · b5 чёрная пешка · d5 белый конь · e5 белая пешка · h5 белая пешка · g4 белая пешка · d3 белая пешка · f3 белый ферзь · a2 белая пешка · c2 белая пешка · e2 белый король · a1 чёрный ферзь · g1 чёрный слон | a8 чёрная ладья · c8 чёрный слон · d8 чёрный король · g8 чёрный конь · h8 чёрная ладья · a7 чёрная пешка · d7 чёрная пешка · f7 чёрная пешка · g7 белый конь · h7 чёрная пешка · a6 чёрный конь · d6 белый слон · b5 чёрная пешка · d5 белый конь · e5 белая пешка · h5 белая пешка · g4 белая пешка · d3 белая пешка · f3 белый ферзь · a2 белая пешка · c2 белая пешка · e2 белый король · a1 чёрный ферзь · g1 чёрный слон | 8 |
| 7 | a8 чёрная ладья · c8 чёрный слон · d8 чёрный король · g8 чёрный конь · h8 чёрная ладья · a7 чёрная пешка · d7 чёрная пешка · f7 чёрная пешка · g7 белый конь · h7 чёрная пешка · a6 чёрный конь · d6 белый слон · b5 чёрная пешка · d5 белый конь · e5 белая пешка · h5 белая пешка · g4 белая пешка · d3 белая пешка · f3 белый ферзь · a2 белая пешка · c2 белая пешка · e2 белый король · a1 чёрный ферзь · g1 чёрный слон | a8 чёрная ладья · c8 чёрный слон · d8 чёрный король · g8 чёрный конь · h8 чёрная ладья · a7 чёрная пешка · d7 чёрная пешка · f7 чёрная пешка · g7 белый конь · h7 чёрная пешка · a6 чёрный конь · d6 белый слон · b5 чёрная пешка · d5 белый конь · e5 белая пешка · h5 белая пешка · g4 белая пешка · d3 белая пешка · f3 белый ферзь · a2 белая пешка · c2 белая пешка · e2 белый король · a1 чёрный ферзь · g1 чёрный слон | a8 чёрная ладья · c8 чёрный слон · d8 чёрный король · g8 чёрный конь · h8 чёрная ладья · a7 чёрная пешка · d7 чёрная пешка · f7 чёрная пешка · g7 белый конь · h7 чёрная пешка · a6 чёрный конь · d6 белый слон · b5 чёрная пешка · d5 белый конь · e5 белая пешка · h5 белая пешка · g4 белая пешка · d3 белая пешка · f3 белый ферзь · a2 белая пешка · c2 белая пешка · e2 белый король · a1 чёрный ферзь · g1 чёрный слон | a8 чёрная ладья · c8 чёрный слон · d8 чёрный король · g8 чёрный конь · h8 чёрная ладья · a7 чёрная пешка · d7 чёрная пешка · f7 чёрная пешка · g7 белый конь · h7 чёрная пешка · a6 чёрный конь · d6 белый слон · b5 чёрная пешка · d5 белый конь · e5 белая пешка · h5 белая пешка · g4 белая пешка · d3 белая пешка · f3 белый ферзь · a2 белая пешка · c2 белая пешка · e2 белый король · a1 чёрный ферзь · g1 чёрный слон | a8 чёрная ладья · c8 чёрный слон · d8 чёрный король · g8 чёрный конь · h8 чёрная ладья · a7 чёрная пешка · d7 чёрная пешка · f7 чёрная пешка · g7 белый конь · h7 чёрная пешка · a6 чёрный конь · d6 белый слон · b5 чёрная пешка · d5 белый конь · e5 белая пешка · h5 белая пешка · g4 белая пешка · d3 белая пешка · f3 белый ферзь · a2 белая пешка · c2 белая пешка · e2 белый король · a1 чёрный ферзь · g1 чёрный слон | a8 чёрная ладья · c8 чёрный слон · d8 чёрный король · g8 чёрный конь · h8 чёрная ладья · a7 чёрная пешка · d7 чёрная пешка · f7 чёрная пешка · g7 белый конь · h7 чёрная пешка · a6 чёрный конь · d6 белый слон · b5 чёрная пешка · d5 белый конь · e5 белая пешка · h5 белая пешка · g4 белая пешка · d3 белая пешка · f3 белый ферзь · a2 белая пешка · c2 белая пешка · e2 белый король · a1 чёрный ферзь · g1 чёрный слон | a8 чёрная ладья · c8 чёрный слон · d8 чёрный король · g8 чёрный конь · h8 чёрная ладья · a7 чёрная пешка · d7 чёрная пешка · f7 чёрная пешка · g7 белый конь · h7 чёрная пешка · a6 чёрный конь · d6 белый слон · b5 чёрная пешка · d5 белый конь · e5 белая пешка · h5 белая пешка · g4 белая пешка · d3 белая пешка · f3 белый ферзь · a2 белая пешка · c2 белая пешка · e2 белый король · a1 чёрный ферзь · g1 чёрный слон | a8 чёрная ладья · c8 чёрный слон · d8 чёрный король · g8 чёрный конь · h8 чёрная ладья · a7 чёрная пешка · d7 чёрная пешка · f7 чёрная пешка · g7 белый конь · h7 чёрная пешка · a6 чёрный конь · d6 белый слон · b5 чёрная пешка · d5 белый конь · e5 белая пешка · h5 белая пешка · g4 белая пешка · d3 белая пешка · f3 белый ферзь · a2 белая пешка · c2 белая пешка · e2 белый король · a1 чёрный ферзь · g1 чёрный слон | 7 |
| 6 | a8 чёрная ладья · c8 чёрный слон · d8 чёрный король · g8 чёрный конь · h8 чёрная ладья · a7 чёрная пешка · d7 чёрная пешка · f7 чёрная пешка · g7 белый конь · h7 чёрная пешка · a6 чёрный конь · d6 белый слон · b5 чёрная пешка · d5 белый конь · e5 белая пешка · h5 белая пешка · g4 белая пешка · d3 белая пешка · f3 белый ферзь · a2 белая пешка · c2 белая пешка · e2 белый король · a1 чёрный ферзь · g1 чёрный слон | a8 чёрная ладья · c8 чёрный слон · d8 чёрный король · g8 чёрный конь · h8 чёрная ладья · a7 чёрная пешка · d7 чёрная пешка · f7 чёрная пешка · g7 белый конь · h7 чёрная пешка · a6 чёрный конь · d6 белый слон · b5 чёрная пешка · d5 белый конь · e5 белая пешка · h5 белая пешка · g4 белая пешка · d3 белая пешка · f3 белый ферзь · a2 белая пешка · c2 белая пешка · e2 белый король · a1 чёрный ферзь · g1 чёрный слон | a8 чёрная ладья · c8 чёрный слон · d8 чёрный король · g8 чёрный конь · h8 чёрная ладья · a7 чёрная пешка · d7 чёрная пешка · f7 чёрная пешка · g7 белый конь · h7 чёрная пешка · a6 чёрный конь · d6 белый слон · b5 чёрная пешка · d5 белый конь · e5 белая пешка · h5 белая пешка · g4 белая пешка · d3 белая пешка · f3 белый ферзь · a2 белая пешка · c2 белая пешка · e2 белый король · a1 чёрный ферзь · g1 чёрный слон | a8 чёрная ладья · c8 чёрный слон · d8 чёрный король · g8 чёрный конь · h8 чёрная ладья · a7 чёрная пешка · d7 чёрная пешка · f7 чёрная пешка · g7 белый конь · h7 чёрная пешка · a6 чёрный конь · d6 белый слон · b5 чёрная пешка · d5 белый конь · e5 белая пешка · h5 белая пешка · g4 белая пешка · d3 белая пешка · f3 белый ферзь · a2 белая пешка · c2 белая пешка · e2 белый король · a1 чёрный ферзь · g1 чёрный слон | a8 чёрная ладья · c8 чёрный слон · d8 чёрный король · g8 чёрный конь · h8 чёрная ладья · a7 чёрная пешка · d7 чёрная пешка · f7 чёрная пешка · g7 белый конь · h7 чёрная пешка · a6 чёрный конь · d6 белый слон · b5 чёрная пешка · d5 белый конь · e5 белая пешка · h5 белая пешка · g4 белая пешка · d3 белая пешка · f3 белый ферзь · a2 белая пешка · c2 белая пешка · e2 белый король · a1 чёрный ферзь · g1 чёрный слон | a8 чёрная ладья · c8 чёрный слон · d8 чёрный король · g8 чёрный конь · h8 чёрная ладья · a7 чёрная пешка · d7 чёрная пешка · f7 чёрная пешка · g7 белый конь · h7 чёрная пешка · a6 чёрный конь · d6 белый слон · b5 чёрная пешка · d5 белый конь · e5 белая пешка · h5 белая пешка · g4 белая пешка · d3 белая пешка · f3 белый ферзь · a2 белая пешка · c2 белая пешка · e2 белый король · a1 чёрный ферзь · g1 чёрный слон | a8 чёрная ладья · c8 чёрный слон · d8 чёрный король · g8 чёрный конь · h8 чёрная ладья · a7 чёрная пешка · d7 чёрная пешка · f7 чёрная пешка · g7 белый конь · h7 чёрная пешка · a6 чёрный конь · d6 белый слон · b5 чёрная пешка · d5 белый конь · e5 белая пешка · h5 белая пешка · g4 белая пешка · d3 белая пешка · f3 белый ферзь · a2 белая пешка · c2 белая пешка · e2 белый король · a1 чёрный ферзь · g1 чёрный слон | a8 чёрная ладья · c8 чёрный слон · d8 чёрный король · g8 чёрный конь · h8 чёрная ладья · a7 чёрная пешка · d7 чёрная пешка · f7 чёрная пешка · g7 белый конь · h7 чёрная пешка · a6 чёрный конь · d6 белый слон · b5 чёрная пешка · d5 белый конь · e5 белая пешка · h5 белая пешка · g4 белая пешка · d3 белая пешка · f3 белый ферзь · a2 белая пешка · c2 белая пешка · e2 белый король · a1 чёрный ферзь · g1 чёрный слон | 6 |
| 5 | a8 чёрная ладья · c8 чёрный слон · d8 чёрный король · g8 чёрный конь · h8 чёрная ладья · a7 чёрная пешка · d7 чёрная пешка · f7 чёрная пешка · g7 белый конь · h7 чёрная пешка · a6 чёрный конь · d6 белый слон · b5 чёрная пешка · d5 белый конь · e5 белая пешка · h5 белая пешка · g4 белая пешка · d3 белая пешка · f3 белый ферзь · a2 белая пешка · c2 белая пешка · e2 белый король · a1 чёрный ферзь · g1 чёрный слон | a8 чёрная ладья · c8 чёрный слон · d8 чёрный король · g8 чёрный конь · h8 чёрная ладья · a7 чёрная пешка · d7 чёрная пешка · f7 чёрная пешка · g7 белый конь · h7 чёрная пешка · a6 чёрный конь · d6 белый слон · b5 чёрная пешка · d5 белый конь · e5 белая пешка · h5 белая пешка · g4 белая пешка · d3 белая пешка · f3 белый ферзь · a2 белая пешка · c2 белая пешка · e2 белый король · a1 чёрный ферзь · g1 чёрный слон | a8 чёрная ладья · c8 чёрный слон · d8 чёрный король · g8 чёрный конь · h8 чёрная ладья · a7 чёрная пешка · d7 чёрная пешка · f7 чёрная пешка · g7 белый конь · h7 чёрная пешка · a6 чёрный конь · d6 белый слон · b5 чёрная пешка · d5 белый конь · e5 белая пешка · h5 белая пешка · g4 белая пешка · d3 белая пешка · f3 белый ферзь · a2 белая пешка · c2 белая пешка · e2 белый король · a1 чёрный ферзь · g1 чёрный слон | a8 чёрная ладья · c8 чёрный слон · d8 чёрный король · g8 чёрный конь · h8 чёрная ладья · a7 чёрная пешка · d7 чёрная пешка · f7 чёрная пешка · g7 белый конь · h7 чёрная пешка · a6 чёрный конь · d6 белый слон · b5 чёрная пешка · d5 белый конь · e5 белая пешка · h5 белая пешка · g4 белая пешка · d3 белая пешка · f3 белый ферзь · a2 белая пешка · c2 белая пешка · e2 белый король · a1 чёрный ферзь · g1 чёрный слон | a8 чёрная ладья · c8 чёрный слон · d8 чёрный король · g8 чёрный конь · h8 чёрная ладья · a7 чёрная пешка · d7 чёрная пешка · f7 чёрная пешка · g7 белый конь · h7 чёрная пешка · a6 чёрный конь · d6 белый слон · b5 чёрная пешка · d5 белый конь · e5 белая пешка · h5 белая пешка · g4 белая пешка · d3 белая пешка · f3 белый ферзь · a2 белая пешка · c2 белая пешка · e2 белый король · a1 чёрный ферзь · g1 чёрный слон | a8 чёрная ладья · c8 чёрный слон · d8 чёрный король · g8 чёрный конь · h8 чёрная ладья · a7 чёрная пешка · d7 чёрная пешка · f7 чёрная пешка · g7 белый конь · h7 чёрная пешка · a6 чёрный конь · d6 белый слон · b5 чёрная пешка · d5 белый конь · e5 белая пешка · h5 белая пешка · g4 белая пешка · d3 белая пешка · f3 белый ферзь · a2 белая пешка · c2 белая пешка · e2 белый король · a1 чёрный ферзь · g1 чёрный слон | a8 чёрная ладья · c8 чёрный слон · d8 чёрный король · g8 чёрный конь · h8 чёрная ладья · a7 чёрная пешка · d7 чёрная пешка · f7 чёрная пешка · g7 белый конь · h7 чёрная пешка · a6 чёрный конь · d6 белый слон · b5 чёрная пешка · d5 белый конь · e5 белая пешка · h5 белая пешка · g4 белая пешка · d3 белая пешка · f3 белый ферзь · a2 белая пешка · c2 белая пешка · e2 белый король · a1 чёрный ферзь · g1 чёрный слон | a8 чёрная ладья · c8 чёрный слон · d8 чёрный король · g8 чёрный конь · h8 чёрная ладья · a7 чёрная пешка · d7 чёрная пешка · f7 чёрная пешка · g7 белый конь · h7 чёрная пешка · a6 чёрный конь · d6 белый слон · b5 чёрная пешка · d5 белый конь · e5 белая пешка · h5 белая пешка · g4 белая пешка · d3 белая пешка · f3 белый ферзь · a2 белая пешка · c2 белая пешка · e2 белый король · a1 чёрный ферзь · g1 чёрный слон | 5 |
| 4 | a8 чёрная ладья · c8 чёрный слон · d8 чёрный король · g8 чёрный конь · h8 чёрная ладья · a7 чёрная пешка · d7 чёрная пешка · f7 чёрная пешка · g7 белый конь · h7 чёрная пешка · a6 чёрный конь · d6 белый слон · b5 чёрная пешка · d5 белый конь · e5 белая пешка · h5 белая пешка · g4 белая пешка · d3 белая пешка · f3 белый ферзь · a2 белая пешка · c2 белая пешка · e2 белый король · a1 чёрный ферзь · g1 чёрный слон | a8 чёрная ладья · c8 чёрный слон · d8 чёрный король · g8 чёрный конь · h8 чёрная ладья · a7 чёрная пешка · d7 чёрная пешка · f7 чёрная пешка · g7 белый конь · h7 чёрная пешка · a6 чёрный конь · d6 белый слон · b5 чёрная пешка · d5 белый конь · e5 белая пешка · h5 белая пешка · g4 белая пешка · d3 белая пешка · f3 белый ферзь · a2 белая пешка · c2 белая пешка · e2 белый король · a1 чёрный ферзь · g1 чёрный слон | a8 чёрная ладья · c8 чёрный слон · d8 чёрный король · g8 чёрный конь · h8 чёрная ладья · a7 чёрная пешка · d7 чёрная пешка · f7 чёрная пешка · g7 белый конь · h7 чёрная пешка · a6 чёрный конь · d6 белый слон · b5 чёрная пешка · d5 белый конь · e5 белая пешка · h5 белая пешка · g4 белая пешка · d3 белая пешка · f3 белый ферзь · a2 белая пешка · c2 белая пешка · e2 белый король · a1 чёрный ферзь · g1 чёрный слон | a8 чёрная ладья · c8 чёрный слон · d8 чёрный король · g8 чёрный конь · h8 чёрная ладья · a7 чёрная пешка · d7 чёрная пешка · f7 чёрная пешка · g7 белый конь · h7 чёрная пешка · a6 чёрный конь · d6 белый слон · b5 чёрная пешка · d5 белый конь · e5 белая пешка · h5 белая пешка · g4 белая пешка · d3 белая пешка · f3 белый ферзь · a2 белая пешка · c2 белая пешка · e2 белый король · a1 чёрный ферзь · g1 чёрный слон | a8 чёрная ладья · c8 чёрный слон · d8 чёрный король · g8 чёрный конь · h8 чёрная ладья · a7 чёрная пешка · d7 чёрная пешка · f7 чёрная пешка · g7 белый конь · h7 чёрная пешка · a6 чёрный конь · d6 белый слон · b5 чёрная пешка · d5 белый конь · e5 белая пешка · h5 белая пешка · g4 белая пешка · d3 белая пешка · f3 белый ферзь · a2 белая пешка · c2 белая пешка · e2 белый король · a1 чёрный ферзь · g1 чёрный слон | a8 чёрная ладья · c8 чёрный слон · d8 чёрный король · g8 чёрный конь · h8 чёрная ладья · a7 чёрная пешка · d7 чёрная пешка · f7 чёрная пешка · g7 белый конь · h7 чёрная пешка · a6 чёрный конь · d6 белый слон · b5 чёрная пешка · d5 белый конь · e5 белая пешка · h5 белая пешка · g4 белая пешка · d3 белая пешка · f3 белый ферзь · a2 белая пешка · c2 белая пешка · e2 белый король · a1 чёрный ферзь · g1 чёрный слон | a8 чёрная ладья · c8 чёрный слон · d8 чёрный король · g8 чёрный конь · h8 чёрная ладья · a7 чёрная пешка · d7 чёрная пешка · f7 чёрная пешка · g7 белый конь · h7 чёрная пешка · a6 чёрный конь · d6 белый слон · b5 чёрная пешка · d5 белый конь · e5 белая пешка · h5 белая пешка · g4 белая пешка · d3 белая пешка · f3 белый ферзь · a2 белая пешка · c2 белая пешка · e2 белый король · a1 чёрный ферзь · g1 чёрный слон | a8 чёрная ладья · c8 чёрный слон · d8 чёрный король · g8 чёрный конь · h8 чёрная ладья · a7 чёрная пешка · d7 чёрная пешка · f7 чёрная пешка · g7 белый конь · h7 чёрная пешка · a6 чёрный конь · d6 белый слон · b5 чёрная пешка · d5 белый конь · e5 белая пешка · h5 белая пешка · g4 белая пешка · d3 белая пешка · f3 белый ферзь · a2 белая пешка · c2 белая пешка · e2 белый король · a1 чёрный ферзь · g1 чёрный слон | 4 |
| 3 | a8 чёрная ладья · c8 чёрный слон · d8 чёрный король · g8 чёрный конь · h8 чёрная ладья · a7 чёрная пешка · d7 чёрная пешка · f7 чёрная пешка · g7 белый конь · h7 чёрная пешка · a6 чёрный конь · d6 белый слон · b5 чёрная пешка · d5 белый конь · e5 белая пешка · h5 белая пешка · g4 белая пешка · d3 белая пешка · f3 белый ферзь · a2 белая пешка · c2 белая пешка · e2 белый король · a1 чёрный ферзь · g1 чёрный слон | a8 чёрная ладья · c8 чёрный слон · d8 чёрный король · g8 чёрный конь · h8 чёрная ладья · a7 чёрная пешка · d7 чёрная пешка · f7 чёрная пешка · g7 белый конь · h7 чёрная пешка · a6 чёрный конь · d6 белый слон · b5 чёрная пешка · d5 белый конь · e5 белая пешка · h5 белая пешка · g4 белая пешка · d3 белая пешка · f3 белый ферзь · a2 белая пешка · c2 белая пешка · e2 белый король · a1 чёрный ферзь · g1 чёрный слон | a8 чёрная ладья · c8 чёрный слон · d8 чёрный король · g8 чёрный конь · h8 чёрная ладья · a7 чёрная пешка · d7 чёрная пешка · f7 чёрная пешка · g7 белый конь · h7 чёрная пешка · a6 чёрный конь · d6 белый слон · b5 чёрная пешка · d5 белый конь · e5 белая пешка · h5 белая пешка · g4 белая пешка · d3 белая пешка · f3 белый ферзь · a2 белая пешка · c2 белая пешка · e2 белый король · a1 чёрный ферзь · g1 чёрный слон | a8 чёрная ладья · c8 чёрный слон · d8 чёрный король · g8 чёрный конь · h8 чёрная ладья · a7 чёрная пешка · d7 чёрная пешка · f7 чёрная пешка · g7 белый конь · h7 чёрная пешка · a6 чёрный конь · d6 белый слон · b5 чёрная пешка · d5 белый конь · e5 белая пешка · h5 белая пешка · g4 белая пешка · d3 белая пешка · f3 белый ферзь · a2 белая пешка · c2 белая пешка · e2 белый король · a1 чёрный ферзь · g1 чёрный слон | a8 чёрная ладья · c8 чёрный слон · d8 чёрный король · g8 чёрный конь · h8 чёрная ладья · a7 чёрная пешка · d7 чёрная пешка · f7 чёрная пешка · g7 белый конь · h7 чёрная пешка · a6 чёрный конь · d6 белый слон · b5 чёрная пешка · d5 белый конь · e5 белая пешка · h5 белая пешка · g4 белая пешка · d3 белая пешка · f3 белый ферзь · a2 белая пешка · c2 белая пешка · e2 белый король · a1 чёрный ферзь · g1 чёрный слон | a8 чёрная ладья · c8 чёрный слон · d8 чёрный король · g8 чёрный конь · h8 чёрная ладья · a7 чёрная пешка · d7 чёрная пешка · f7 чёрная пешка · g7 белый конь · h7 чёрная пешка · a6 чёрный конь · d6 белый слон · b5 чёрная пешка · d5 белый конь · e5 белая пешка · h5 белая пешка · g4 белая пешка · d3 белая пешка · f3 белый ферзь · a2 белая пешка · c2 белая пешка · e2 белый король · a1 чёрный ферзь · g1 чёрный слон | a8 чёрная ладья · c8 чёрный слон · d8 чёрный король · g8 чёрный конь · h8 чёрная ладья · a7 чёрная пешка · d7 чёрная пешка · f7 чёрная пешка · g7 белый конь · h7 чёрная пешка · a6 чёрный конь · d6 белый слон · b5 чёрная пешка · d5 белый конь · e5 белая пешка · h5 белая пешка · g4 белая пешка · d3 белая пешка · f3 белый ферзь · a2 белая пешка · c2 белая пешка · e2 белый король · a1 чёрный ферзь · g1 чёрный слон | a8 чёрная ладья · c8 чёрный слон · d8 чёрный король · g8 чёрный конь · h8 чёрная ладья · a7 чёрная пешка · d7 чёрная пешка · f7 чёрная пешка · g7 белый конь · h7 чёрная пешка · a6 чёрный конь · d6 белый слон · b5 чёрная пешка · d5 белый конь · e5 белая пешка · h5 белая пешка · g4 белая пешка · d3 белая пешка · f3 белый ферзь · a2 белая пешка · c2 белая пешка · e2 белый король · a1 чёрный ферзь · g1 чёрный слон | 3 |
| 2 | a8 чёрная ладья · c8 чёрный слон · d8 чёрный король · g8 чёрный конь · h8 чёрная ладья · a7 чёрная пешка · d7 чёрная пешка · f7 чёрная пешка · g7 белый конь · h7 чёрная пешка · a6 чёрный конь · d6 белый слон · b5 чёрная пешка · d5 белый конь · e5 белая пешка · h5 белая пешка · g4 белая пешка · d3 белая пешка · f3 белый ферзь · a2 белая пешка · c2 белая пешка · e2 белый король · a1 чёрный ферзь · g1 чёрный слон | a8 чёрная ладья · c8 чёрный слон · d8 чёрный король · g8 чёрный конь · h8 чёрная ладья · a7 чёрная пешка · d7 чёрная пешка · f7 чёрная пешка · g7 белый конь · h7 чёрная пешка · a6 чёрный конь · d6 белый слон · b5 чёрная пешка · d5 белый конь · e5 белая пешка · h5 белая пешка · g4 белая пешка · d3 белая пешка · f3 белый ферзь · a2 белая пешка · c2 белая пешка · e2 белый король · a1 чёрный ферзь · g1 чёрный слон | a8 чёрная ладья · c8 чёрный слон · d8 чёрный король · g8 чёрный конь · h8 чёрная ладья · a7 чёрная пешка · d7 чёрная пешка · f7 чёрная пешка · g7 белый конь · h7 чёрная пешка · a6 чёрный конь · d6 белый слон · b5 чёрная пешка · d5 белый конь · e5 белая пешка · h5 белая пешка · g4 белая пешка · d3 белая пешка · f3 белый ферзь · a2 белая пешка · c2 белая пешка · e2 белый король · a1 чёрный ферзь · g1 чёрный слон | a8 чёрная ладья · c8 чёрный слон · d8 чёрный король · g8 чёрный конь · h8 чёрная ладья · a7 чёрная пешка · d7 чёрная пешка · f7 чёрная пешка · g7 белый конь · h7 чёрная пешка · a6 чёрный конь · d6 белый слон · b5 чёрная пешка · d5 белый конь · e5 белая пешка · h5 белая пешка · g4 белая пешка · d3 белая пешка · f3 белый ферзь · a2 белая пешка · c2 белая пешка · e2 белый король · a1 чёрный ферзь · g1 чёрный слон | a8 чёрная ладья · c8 чёрный слон · d8 чёрный король · g8 чёрный конь · h8 чёрная ладья · a7 чёрная пешка · d7 чёрная пешка · f7 чёрная пешка · g7 белый конь · h7 чёрная пешка · a6 чёрный конь · d6 белый слон · b5 чёрная пешка · d5 белый конь · e5 белая пешка · h5 белая пешка · g4 белая пешка · d3 белая пешка · f3 белый ферзь · a2 белая пешка · c2 белая пешка · e2 белый король · a1 чёрный ферзь · g1 чёрный слон | a8 чёрная ладья · c8 чёрный слон · d8 чёрный король · g8 чёрный конь · h8 чёрная ладья · a7 чёрная пешка · d7 чёрная пешка · f7 чёрная пешка · g7 белый конь · h7 чёрная пешка · a6 чёрный конь · d6 белый слон · b5 чёрная пешка · d5 белый конь · e5 белая пешка · h5 белая пешка · g4 белая пешка · d3 белая пешка · f3 белый ферзь · a2 белая пешка · c2 белая пешка · e2 белый король · a1 чёрный ферзь · g1 чёрный слон | a8 чёрная ладья · c8 чёрный слон · d8 чёрный король · g8 чёрный конь · h8 чёрная ладья · a7 чёрная пешка · d7 чёрная пешка · f7 чёрная пешка · g7 белый конь · h7 чёрная пешка · a6 чёрный конь · d6 белый слон · b5 чёрная пешка · d5 белый конь · e5 белая пешка · h5 белая пешка · g4 белая пешка · d3 белая пешка · f3 белый ферзь · a2 белая пешка · c2 белая пешка · e2 белый король · a1 чёрный ферзь · g1 чёрный слон | a8 чёрная ладья · c8 чёрный слон · d8 чёрный король · g8 чёрный конь · h8 чёрная ладья · a7 чёрная пешка · d7 чёрная пешка · f7 чёрная пешка · g7 белый конь · h7 чёрная пешка · a6 чёрный конь · d6 белый слон · b5 чёрная пешка · d5 белый конь · e5 белая пешка · h5 белая пешка · g4 белая пешка · d3 белая пешка · f3 белый ферзь · a2 белая пешка · c2 белая пешка · e2 белый король · a1 чёрный ферзь · g1 чёрный слон | 2 |
| 1 | a8 чёрная ладья · c8 чёрный слон · d8 чёрный король · g8 чёрный конь · h8 чёрная ладья · a7 чёрная пешка · d7 чёрная пешка · f7 чёрная пешка · g7 белый конь · h7 чёрная пешка · a6 чёрный конь · d6 белый слон · b5 чёрная пешка · d5 белый конь · e5 белая пешка · h5 белая пешка · g4 белая пешка · d3 белая пешка · f3 белый ферзь · a2 белая пешка · c2 белая пешка · e2 белый король · a1 чёрный ферзь · g1 чёрный слон | a8 чёрная ладья · c8 чёрный слон · d8 чёрный король · g8 чёрный конь · h8 чёрная ладья · a7 чёрная пешка · d7 чёрная пешка · f7 чёрная пешка · g7 белый конь · h7 чёрная пешка · a6 чёрный конь · d6 белый слон · b5 чёрная пешка · d5 белый конь · e5 белая пешка · h5 белая пешка · g4 белая пешка · d3 белая пешка · f3 белый ферзь · a2 белая пешка · c2 белая пешка · e2 белый король · a1 чёрный ферзь · g1 чёрный слон | a8 чёрная ладья · c8 чёрный слон · d8 чёрный король · g8 чёрный конь · h8 чёрная ладья · a7 чёрная пешка · d7 чёрная пешка · f7 чёрная пешка · g7 белый конь · h7 чёрная пешка · a6 чёрный конь · d6 белый слон · b5 чёрная пешка · d5 белый конь · e5 белая пешка · h5 белая пешка · g4 белая пешка · d3 белая пешка · f3 белый ферзь · a2 белая пешка · c2 белая пешка · e2 белый король · a1 чёрный ферзь · g1 чёрный слон | a8 чёрная ладья · c8 чёрный слон · d8 чёрный король · g8 чёрный конь · h8 чёрная ладья · a7 чёрная пешка · d7 чёрная пешка · f7 чёрная пешка · g7 белый конь · h7 чёрная пешка · a6 чёрный конь · d6 белый слон · b5 чёрная пешка · d5 белый конь · e5 белая пешка · h5 белая пешка · g4 белая пешка · d3 белая пешка · f3 белый ферзь · a2 белая пешка · c2 белая пешка · e2 белый король · a1 чёрный ферзь · g1 чёрный слон | a8 чёрная ладья · c8 чёрный слон · d8 чёрный король · g8 чёрный конь · h8 чёрная ладья · a7 чёрная пешка · d7 чёрная пешка · f7 чёрная пешка · g7 белый конь · h7 чёрная пешка · a6 чёрный конь · d6 белый слон · b5 чёрная пешка · d5 белый конь · e5 белая пешка · h5 белая пешка · g4 белая пешка · d3 белая пешка · f3 белый ферзь · a2 белая пешка · c2 белая пешка · e2 белый король · a1 чёрный ферзь · g1 чёрный слон | a8 чёрная ладья · c8 чёрный слон · d8 чёрный король · g8 чёрный конь · h8 чёрная ладья · a7 чёрная пешка · d7 чёрная пешка · f7 чёрная пешка · g7 белый конь · h7 чёрная пешка · a6 чёрный конь · d6 белый слон · b5 чёрная пешка · d5 белый конь · e5 белая пешка · h5 белая пешка · g4 белая пешка · d3 белая пешка · f3 белый ферзь · a2 белая пешка · c2 белая пешка · e2 белый король · a1 чёрный ферзь · g1 чёрный слон | a8 чёрная ладья · c8 чёрный слон · d8 чёрный король · g8 чёрный конь · h8 чёрная ладья · a7 чёрная пешка · d7 чёрная пешка · f7 чёрная пешка · g7 белый конь · h7 чёрная пешка · a6 чёрный конь · d6 белый слон · b5 чёрная пешка · d5 белый конь · e5 белая пешка · h5 белая пешка · g4 белая пешка · d3 белая пешка · f3 белый ферзь · a2 белая пешка · c2 белая пешка · e2 белый король · a1 чёрный ферзь · g1 чёрный слон | a8 чёрная ладья · c8 чёрный слон · d8 чёрный король · g8 чёрный конь · h8 чёрная ладья · a7 чёрная пешка · d7 чёрная пешка · f7 чёрная пешка · g7 белый конь · h7 чёрная пешка · a6 чёрный конь · d6 белый слон · b5 чёрная пешка · d5 белый конь · e5 белая пешка · h5 белая пешка · g4 белая пешка · d3 белая пешка · f3 белый ферзь · a2 белая пешка · c2 белая пешка · e2 белый король · a1 чёрный ферзь · g1 чёрный слон | 1 |
|   | a | b | c | d | e | f | g | h |   |

Турнир проходил по системе «на выбывание». Андерсену в первом круге предстояло сразиться с сильным соперником — Кизерицким. Матч проходил до двух побед; Андерсен одержал две необходимые победы, ещё одна партия завершилась вничью. Кизерицкий остался, чтобы проводить с участниками турнира и другими шахматистами «лёгкие» (товарищеские) партии. Против Андерсена он имел в них положительный счёт (9 побед, 5 поражений, 2 ничьи), но самой известной стала одна из побед Андерсена. Андерсен создал блестящую комбинацию, пожертвовав слона, двух ладей и ферзя. Мат соответствует самым строгим требованиям задачной композиции. Короля и каждое поле его отступления атакует только одна из трёх оставшихся фигур, ни одна фигура не оказывается лишней.
Эта партия вошла в историю как «бессмертная» (эпитет принадлежит Фалькбееру). Диаграмма одного из положений фигур в бессмертной партии была изображена на немецкой денежной купюре стоимостью в 75 пфеннигов.
Во втором состязании у Андерсена снова был сильный соперник — венгр Йожеф Сен. Если бы матч, согласно прежним правилам, вёлся до двух побед, Андерсен не смог бы выиграть турнир, потому что первые две партии он проиграл. Но теперь уже играли до четырёх побед, и следующие четыре партии Андерсен выиграл.
Наконец, в третьем состязании Андерсен встретился с главным фаворитом — Говардом Стаунтоном, «некоронованным чемпионом», который после победы над Пьером де Сент-Аманом был признан лучшим шахматистом Европы, а значит, и мира, поскольку американские шахматисты присоединились к европейским только после знаменитого «турне» Пола Морфи. Стаунтон был побеждён со счётом 4:1.
В финальном матче Андерсен победил Мармадьюка Уайвилла со счётом 4:2. Он получил серебряный кубок и 183 фунта. Получив приз за победу в турнире, Андерсен отдал треть денег Йожефу Сену. Когда стало известно об их матче друг с другом, они договорились, что поступят так, если один из них выиграет турнир.
Стаунтон, проигравший даже матч за третье место Уильямсу (+3—4=1), не мог не переживать из-за результата турнира. Он вложил в его организацию столько сил, а в итоге перестал считаться лучшим шахматистом мира. При этом надо было оставаться гостеприимным хозяином праздника.
Андерсен так писал о поверженном сопернике:

Если Стаунтон не обнаружил в турнире своей прежней силы, то это единственно потому, что он несколько отвык от серьёзной игры, ибо в течение многих лет имел дело с противниками, которым давал фору…

…Поражения не оказывали ни малейшего влияния на спокойствие, весёлость, любезность моего противника. Я никогда не замечал в нём ни малейшего следа досады… Это признак великого игрока.
В регламенте имелось условие, согласно которому победитель обязан был принять от каждого участника турнира вызов на матч из 21 партии, если вызов будет сделан не позже, чем через двое суток, и если сделавший его внесёт 100 фунтов стерлингов. Стаунтон не стал медлить и, таким образом, получил возможность сыграть долгий матч-реванш. Андерсен, естественно, согласился, но поставил одно условие — начать этот матч не позже 21 июля и закончить в течение месяца. Дело в том, что после неизбежных торжеств на родине Андерсен собирался вернуться в Бреслау и стать учителем немецкого языка и математики в местной гимназии. Стаунтон же предлагал, по причине своего нездоровья, отложить матч на три или четыре месяца. Это нарушало планы Андерсена; матч в итоге не состоялся.
Когда всё стало окончательно ясно, сторонники Стаунтона, а затем и он сам, стали утверждать, что успех Андерсена вызван удачей, стечением обстоятельств. Откликнулась и немецкая пресса. Лондонский корреспондент одной из газет ехидно заметил: «Если г-н Стаунтон действительно болен, то уж, конечно, не избытком скромности». Андерсен в этой полемике не участвовал. Нездоровье не помешало Стаунтону по окончании турнира провести матч с опоздавшим Карлом Янишем и выиграть со счётом +7—2=1.
Ещё оставаясь в английской столице, Андерсен принял участие в турнире, организованном Лондонским шахматным клубом, который конкурировал с проводившим первый международный турнир Сент-Джорджским. Этот турнир проходил по круговой системе. Андерсен набрал семь с половиной очков из восьми, опередив Кизерицкого, Горвица, Гарвица и других. Из Лондона он увёз сразу два первых приза, хотя второй и не был так значителен, как приз Сент-Джорджского клуба (неслучайно названный Большим).
На родине Андерсена ожидали торжества, его объявили шахматным королём. Художник Ретти написал портрет, шахматные клубы назывались его именем.

### После победы на лондонском турнире

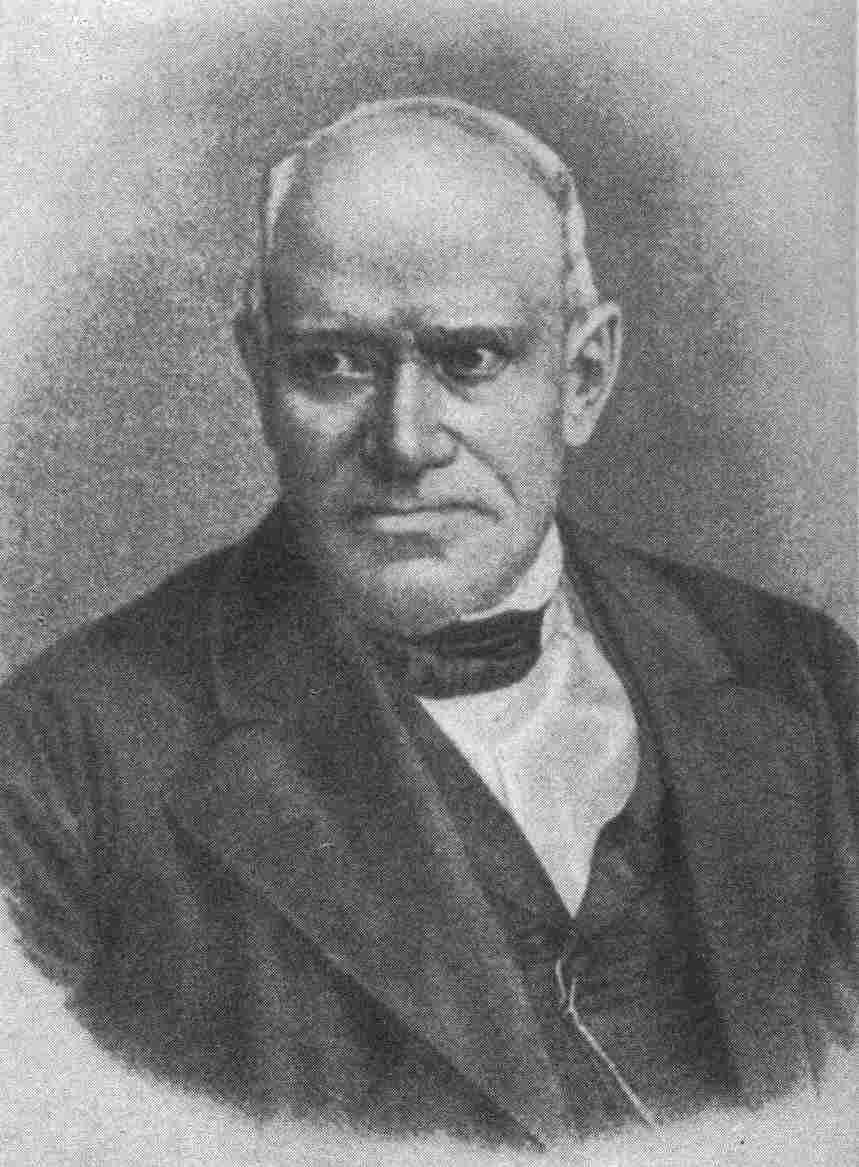
Адольф Андерсен около 1860

Через год Андерсен сыграл в Берлине товарищескую партию с Дюфренем, которую Вильгельм Стейниц назвал «неувядаемой в лавровом венке знаменитых немецких мастеров». Михаил Чигорин оценил комбинацию, которая завершила партию, как «одну из самых блестящих комбинаций, какие когда-либо встречались в практических партиях знаменитых игроков».
Пожертвованы были ферзь, ладья и два коня; поскольку после жертвы ладьи взят чёрный конь, это является потерей качества; уже нет полного соответствия строгим правилам задачной композиции, потому что непожертвованная ладья бесполезна в финале, хотя комбинацию начала именно она. Однако вместо неё одно из полей отступления атакует пешка, а главное — белые, которыми играл Андерсен, сами могут получить мат в один ход. Но это невозможно благодаря постоянным шахам,
сначала с жертвами, потом — без. И неизбежен мат со стороны белых.
Шесть лет после победы на лондонском турнире, углубившись в педагогическую работу, став профессором математики в университете Бреслау, Андерсен играл только товарищеские партии — в Берлине, Лейпциге и Бреслау. Из партий, сыгранных после «неувядаемой», наибольшего интереса заслуживает партия с Майетом (1855). Майет, не приняв жертвы и сдав уже совершенно безнадёжную для него партию, помешал этим Андерсену провести эффектную комбинацию, которая, впрочем, приводится в комментариях — чёрные находились в цугцванге.
Итоги Манчестерского турнира (1857) не позволили делать каких-то выводов. Короткий турнир с участием восьми игроков проводился по кубковой системе, и Андерсен сыграл только две партии — победил Гарвица, потом проиграл Иоганну Якобу Лёвенталю. С августа 1857 года до приезда в Париж в декабре 1858 года он вообще не играл в шахматы.

### Матч с Морфи
Получив двухнедельный отпуск, Андерсен приехал в Париж, потому что стало известно, что юный Пол Морфи прибыл в Европу и побеждает лучших мастеров Старого Света. Американец в сентябре выиграл матч-пари у Гарвица, после чего раздал часть полученного выигрыша всем делавшим ставки, кто на это согласился, а остальные деньги потратил на оплату путевых расходов Андерсена, о чьём желании играть с ним Морфи знал. Ожидая Андерсена, Морфи проводил товарищеские и консультационные (с партнёром против двух соперников) партии и партии на фору.
Матч Андерсена и Морфи проходил в отеле Breuteuil, где жил Морфи. Первую партию выиграл Андерсен, вторая закончилась вничью, но затем Морфи выиграл пять партий подряд и этим решил исход матча. Матч, состоявший из 11 партий, продолжался неделю; 22 и 25 декабря было сыграно по две партии. Завершив поединок, Андерсен и Морфи сыграли шесть «лёгких» партий, договорившись применять только королевский гамбит. Андерсен выиграл одну партию, Морфи — пять.
В матче с Морфи, играя белыми, Андерсен трижды начал партию ходом 1. а3, что привело к возникновению дебюта Андерсена, который, впрочем, не используется в современных турнирах. Сам Андерсен позже назвал ход 1. а3 «сумасшедшим».
Свой проигрыш Морфи со счётом —2 +7 =2 (как и с Гарвицем, Морфи играл до семи побед) Андерсен объяснил превосходством соперника, не пытаясь «объяснить своё поражение плохой формой, нездоровьем или случайностью…».

Играющий с Морфи должен оставить всякую надежду поймать его хотя бы в самую тонкую ловушку; он должен знать, что Морфи всё видит совершенно ясно, что об ошибочном ходе с его стороны не может быть и речи.
— Адольф Андерсен

### Возвращение в «некоронованные чемпионы»
Это поражение вернуло Андерсена к активной игре. С 1859 года он успешно провёл матчи со своими соотечественниками — с Майетом в Берлине (+14=2), с Б. Зуле в Бреслау (+27—13=8), с Дюфренем в Берлине (+4), с А. Карстаньеном в Кёльне (+7—3=1), с Ф. Гиршфельдом в Берлине (+14—10=5).
На равных проходила игра с молодым уроженцем Словакии Игнацем Колишем. Впервые Андерсен встретился с ним в Париже в 1860 году и сыграл вничью (+6—6) серию «лёгких» партий. Полноценный матч до четырёх побед прошёл через год в Лондоне. Андерсен победил со счётом +4—3=2, выиграв последнюю решающую партию.
Летом 1862 года в Лондоне состоялся второй международный турнир, снова приуроченный ко Всемирной выставке. Его организовал живший в Англии Иоганн Лёвенталь. Приглашения получили Морфи, Андерсен, серебряный призёр Первого американского шахматного конгресса и победитель бристольского турнира (1861) Луи Паульсен, Колиш, Гарвиц, Яниш, Сергей Урусов, Тассило фон Хайдебранд унд дер Лаза и даже прекративший выступать и уехавший в Алжир Сент-Аман. Из приглашённых приехали только Андерсен и Паульсен. Двумя другими иностранными участниками стали Стейниц, а также итальянец Серафино Дюбуа (неприглашённые шахматисты могли подавать заявки). Турнир проходил по круговой системе. Андерсен победил, на одно очко обойдя Паульсена, выиграв 11 партий и проиграв одну. Он впервые встретился со Стейницем, занявшим шестое место, и выиграл у того партию. В этом же году он стал доктором наук, не защищая диссертации, — за заслуги.
Вскоре после турнира Андерсен сыграл первый из своих трёх матчей с Паульсеном. Матч завершился вничью (+3—3=2). Если после триумфа Морфи в Европе того называли лучшим шахматистом мира, сейчас Морфи отказывался от выступлений. Паульсен и Колиш хотели сыграть с ним матч, но он отклонил их вызовы. И «некоронованным чемпионом» снова стали считать Андерсена.

### Матч со Стейницем
Между тем, Стейниц играл всё более успешно. И в июле — августе 1866 года в Лондоне состоялся его матч с Андерсеном до восьми побед. Обычно сдержанный Андерсен сказал, что Стейниц вряд ли сможет выиграть даже одну партию. В первой партии победил Андерсен, но затем Стейниц выиграл четыре партии подряд. Казалось, что судьба матча решена, однако теперь Андерсен выиграл четыре партии подряд. Счёт стал +5—4 в его пользу .
При счёте +6—6 Стейниц выиграл две партии, а вместе с ними и матч. Оба соперника играли в одинаковом комбинационном стиле, за исключением одной, выигранной Андерсеном, партии.

### Третий и четвёртый международные турниры

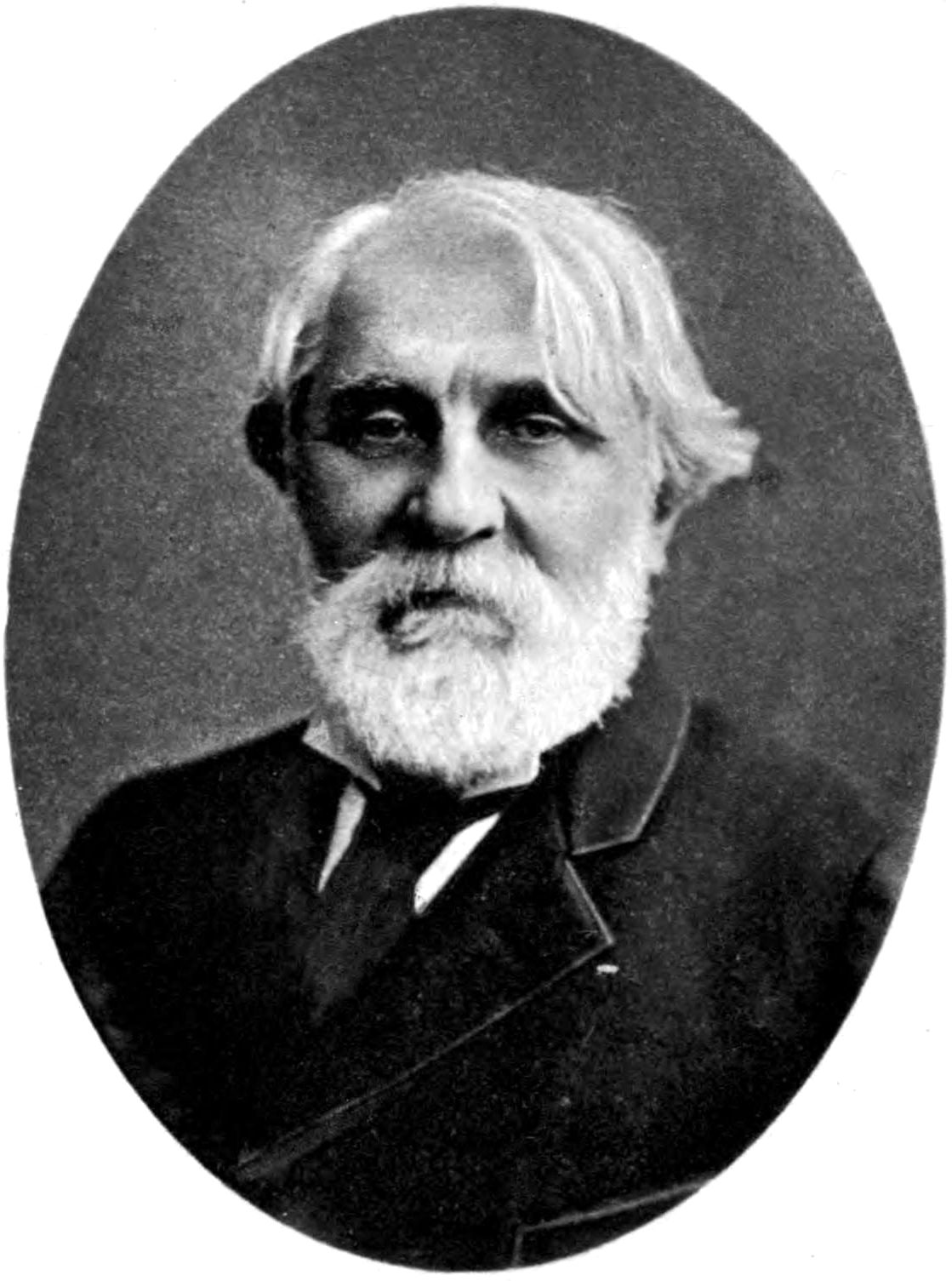
Иван Тургенев

У Андерсена появился ученик — уроженец Люблина и житель Бреслау Иоганн Герман Цукерторт. Их матч, выигранный Андерсеном со счётом +8—3=1, носил, скорее, товарищеский характер. Вместе они редактировали журнал «Neue Berliner Schachzeitung» (Цукерторт переехал в Берлин, где занимался не только шахматной журналистикой).
В 1867 году Андерсен, которого некому было заменить в университете, не смог участвовать в третьем (парижском) международном турнире. Победил Колиш, второе место занял мало кому известный Шимон Винавер, а Стейниц — только третье. По мнению Якова Нейштадта, в шахматах тогда наступило междуцарствие.
Через три года прошёл международный турнир в Баден-Бадене, вице-президентом которого был И. С. Тургенев. Победил Андерсен, дважды обыграв Стейница, занявшего второе место. Это была его уже третья победа в международном турнире, а в единственном, где Андерсен не одержал победы, он не участвовал. «Старые соперники Андерсена один за другим уходили со сцены, он же продолжал сражаться, и притом с большим успехом!» — восхищался Нейштадт.

### Последние годы жизни
Затем в шахматной карьере Андерсена наступил спад. Через год он проиграл свой второй матч Цукерторту со счётом +2—5. В 1873 году на крупном и очень длинном турнире в Вене Андерсен получил третий приз (первым был Стейниц). Результат был очень неплохим — восемь выигранных матчей, два проигранных, один завершился вничью (+17—9=4, 19 очков из 30 возможных).
В 1876 году Андерсен выиграл небольшой турнир в Лейпциге, где Паульсен занял четвёртое место. Поделившие второе и третье места шахматисты, не такого высокого уровня Карл Гёринг и Карл Питцель, должны были играть матч за второй приз (третий не выдавался), но предпочли пожертвовать 120 марок на проведение матча между Андерсеном и Паульсеном. Андерсен проиграл этот матч со счётом —4+5=1 (3:0, 3:3, 4:3, после ничьи в восьмой партии Андерсен проиграл дважды, что и стоило ему общего поражения). Десять партий матча игрались в течение пяти дней. «Своим соперникам он давал большую фору — годы», — написал Нейштадт. Андерсен был старше Паульсена на 15 лет, Стейница — на 18, Цукерторта — на 24.

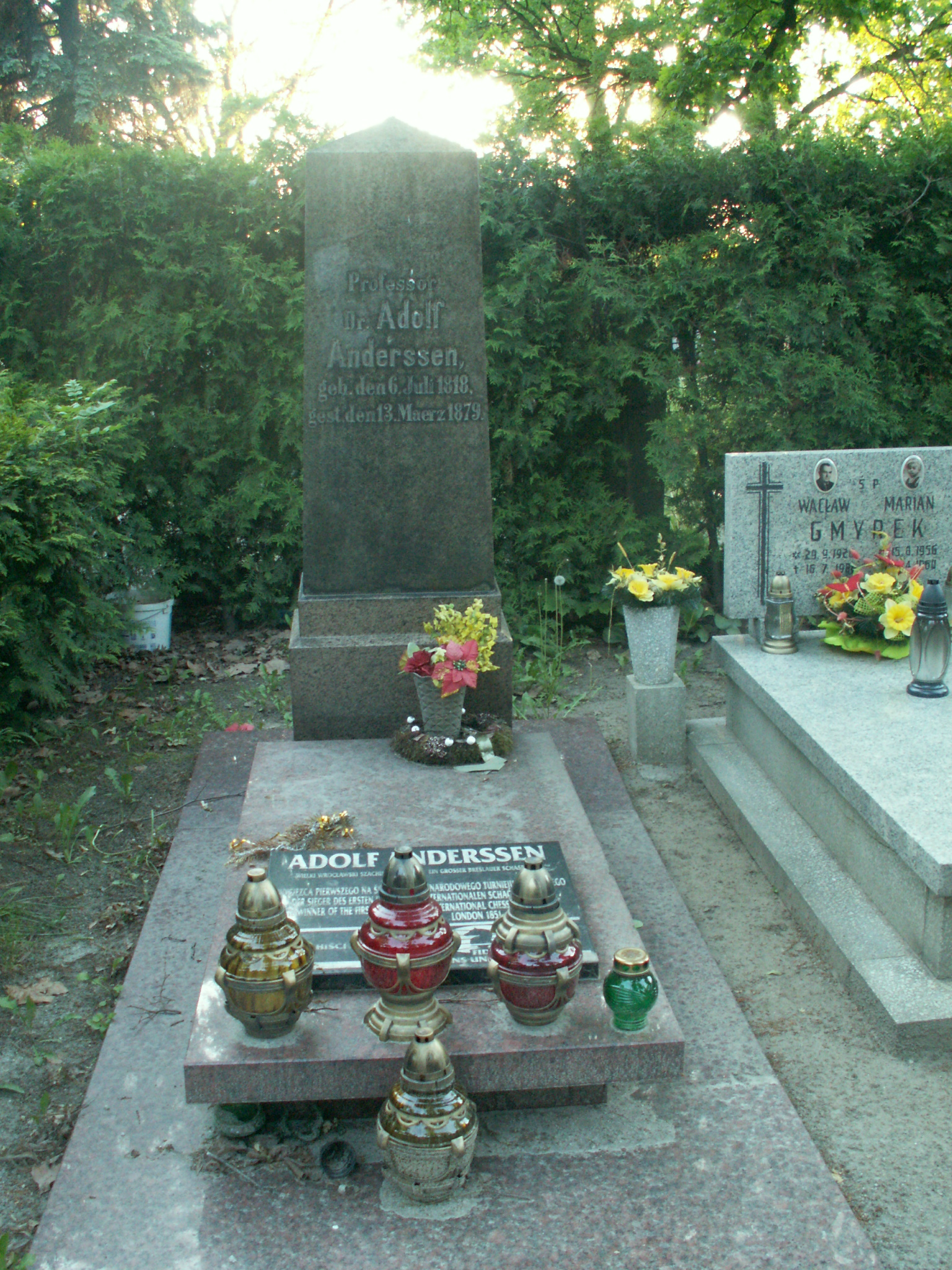
Могила Андерсена

Через год торжественно отмечался 50-летний юбилей шахматной карьеры Андерсена. В Лейпциге прошёл праздник Anderssen-Feier. Андерсену подарили сделанную из мрамора и драгоценностей доску с фигурами, изображавшую позицию из его победной партии в матче со Стаунтоном на первом международном турнире. В юбилейном турнире победил Паульсен, второе и третье места поделили Андерсен с Цукертортом. Выиграв дополнительную партию, Андерсен получил второй приз. В этом же году Андерсен снова проиграл матч Паульсену (—3+5=1).
В 1878-м пятидесятидевятилетний Андерсен участвовал в крупном парижском международном турнире и занял шестое место. Победителем турнира стал Цукерторт, выигравший дополнительный матч у Винавера.
Последний турнир, где участвовал Андерсен, проходил во Франкфурте-на-Майне в июле — августе того же года. Он занял третье место, а первым был Паульсен.
В конце жизни у Андерсена были серьёзные проблемы с сердцем, но он продолжал и играть в шахматы, и преподавать. Университет и Фридрих-гимназию, где он также читал лекции, Андерсен оставил лишь незадолго до смерти.
Адольф Андерсен умер 13 марта 1879 года в своём доме от инфаркта миокарда. Во время бомбардировок Второй мировой войны его могила была разрушена. После войны Бреслау стал частью Польши и был переименован во Вроцлав. В 1957 году Польская Шахматная Федерация решила перезахоронить Андерсена в новую могилу на кладбище Особовице.

## Стиль и теория
Андерсен вошёл в историю шахмат как главный представитель комбинационной школы. Его называли и называют шахматным романтиком.
Как писал Яков Нейштадт, «чтобы противопоставить учение Стейница комбинационной школе, лидеру этой школы приписывались все её недостатки». Борис Туров мрачно шутил: «Андерсена часто любят представлять эдаким шахматным гусаром, умеющим только атаковать».
Сам Андерсен любил известную пословицу «Лучшая защита — это атака!». Но атаку и следующую за ней комбинацию он в наиболее удачных своих партиях начинал, добившись преимущества над соперником при помощи захвата центра и стратегически важных полей, достигнув перевеса в развитии. Он умело использовал не только тактические, но и позиционные ошибки соперников.
Нейштадт писал, что жертва слона в «бессмертной партии» «носит, скорее, позиционный характер».
В начале шахматной карьеры Андерсен нередко позволял себе некорректные жертвы, в поисках красивой комбинации не всегда продолжал атаку самым сильным способом. Но за тридцать лет игры с лучшими шахматистами того времени его стиль просто не мог не совершенствоваться, становясь более разносторонним.
«Ахилессовой пятой Андерсена», отмечал Нейштадт, «была не позиционная игра, а его шахматный характер… Андерсен любил применять сильнодействующие средства и порой сжигал за собой мосты… Андерсен не мог удержаться и переступал границу безопасности… Другим недостатком Андерсена … явилось отсутствие выдержки в затяжных эндшпилях».
Что же касается позиционной игры, в шестой партии матча со Стейницем лидер комбинационной школы начал серию из четырёх побед, переиграв соперника стратегически благодаря наступлению на ферзевом фланге. Партия с Паульсеном на венском турнире — это просто применение метода Стейница в действии, однако задолго до появления этого метода. В своей монографии, посвящённой Андерсену и включающей в себя около двухсот его партий, Л. Бахман привёл только заключительную комбинацию. «Между тем», по мнению Нейштадта, «завершающая комбинация заслуживает внимания … в связи с предыдущей игрой. Вся партия с полным правом может быть отнесена к лучшим достижениям Андерсена…».
В 1846 году Андерсен стал редактором журнала «Schachzeitung der Berliner Schachgesellschaft» (после смерти его основателя Людвига Бледова; впоследствии журнал стал называться «Deutshe Schachzeitung»). Занимал эту должность до 1865 года. Был также соредактором «Neue Berliner Schachzeitung» (в 1864—1867 годах вместе с Густавом Нейманом; в 1867—1871-х вместе с Иоганном Германом Цукертортом), печатал там, а также в некоторых других изданиях, свои статьи, нередко анализируя в них дебюты.
Андерсена больше всего привлекали близкие его стилю гамбиты, а также полуоткрытые дебюты. Однако интересовала его и испанская партия.
Он предложил новаторский план борьбы с подрывом пешечного центра во французской защите. Именно это открытие Пауль Керес назвал в своей монографии «атакой Андерсена».

Андерсен был также большим мастером позиционной игры, и примеров тому немало. Его аналитический ум старался проникнуть во все глубины шахматного творчества.
— Борис Туров

## Шахматная композиция
|   | a | b | c | d | e | f | g | h |   |
| - | --- | --- | --- | --- | --- | --- | --- | --- | - |
| 8 | d8 белый слон · e8 белый слон · h8 белый король · h7 чёрная пешка · h6 чёрный король · f3 белая пешка · h3 чёрная пешка · h2 белая пешка | d8 белый слон · e8 белый слон · h8 белый король · h7 чёрная пешка · h6 чёрный король · f3 белая пешка · h3 чёрная пешка · h2 белая пешка | d8 белый слон · e8 белый слон · h8 белый король · h7 чёрная пешка · h6 чёрный король · f3 белая пешка · h3 чёрная пешка · h2 белая пешка | d8 белый слон · e8 белый слон · h8 белый король · h7 чёрная пешка · h6 чёрный король · f3 белая пешка · h3 чёрная пешка · h2 белая пешка | d8 белый слон · e8 белый слон · h8 белый король · h7 чёрная пешка · h6 чёрный король · f3 белая пешка · h3 чёрная пешка · h2 белая пешка | d8 белый слон · e8 белый слон · h8 белый король · h7 чёрная пешка · h6 чёрный король · f3 белая пешка · h3 чёрная пешка · h2 белая пешка | d8 белый слон · e8 белый слон · h8 белый король · h7 чёрная пешка · h6 чёрный король · f3 белая пешка · h3 чёрная пешка · h2 белая пешка | d8 белый слон · e8 белый слон · h8 белый король · h7 чёрная пешка · h6 чёрный король · f3 белая пешка · h3 чёрная пешка · h2 белая пешка | 8 |
| 7 | d8 белый слон · e8 белый слон · h8 белый король · h7 чёрная пешка · h6 чёрный король · f3 белая пешка · h3 чёрная пешка · h2 белая пешка | d8 белый слон · e8 белый слон · h8 белый король · h7 чёрная пешка · h6 чёрный король · f3 белая пешка · h3 чёрная пешка · h2 белая пешка | d8 белый слон · e8 белый слон · h8 белый король · h7 чёрная пешка · h6 чёрный король · f3 белая пешка · h3 чёрная пешка · h2 белая пешка | d8 белый слон · e8 белый слон · h8 белый король · h7 чёрная пешка · h6 чёрный король · f3 белая пешка · h3 чёрная пешка · h2 белая пешка | d8 белый слон · e8 белый слон · h8 белый король · h7 чёрная пешка · h6 чёрный король · f3 белая пешка · h3 чёрная пешка · h2 белая пешка | d8 белый слон · e8 белый слон · h8 белый король · h7 чёрная пешка · h6 чёрный король · f3 белая пешка · h3 чёрная пешка · h2 белая пешка | d8 белый слон · e8 белый слон · h8 белый король · h7 чёрная пешка · h6 чёрный король · f3 белая пешка · h3 чёрная пешка · h2 белая пешка | d8 белый слон · e8 белый слон · h8 белый король · h7 чёрная пешка · h6 чёрный король · f3 белая пешка · h3 чёрная пешка · h2 белая пешка | 7 |
| 6 | d8 белый слон · e8 белый слон · h8 белый король · h7 чёрная пешка · h6 чёрный король · f3 белая пешка · h3 чёрная пешка · h2 белая пешка | d8 белый слон · e8 белый слон · h8 белый король · h7 чёрная пешка · h6 чёрный король · f3 белая пешка · h3 чёрная пешка · h2 белая пешка | d8 белый слон · e8 белый слон · h8 белый король · h7 чёрная пешка · h6 чёрный король · f3 белая пешка · h3 чёрная пешка · h2 белая пешка | d8 белый слон · e8 белый слон · h8 белый король · h7 чёрная пешка · h6 чёрный король · f3 белая пешка · h3 чёрная пешка · h2 белая пешка | d8 белый слон · e8 белый слон · h8 белый король · h7 чёрная пешка · h6 чёрный король · f3 белая пешка · h3 чёрная пешка · h2 белая пешка | d8 белый слон · e8 белый слон · h8 белый король · h7 чёрная пешка · h6 чёрный король · f3 белая пешка · h3 чёрная пешка · h2 белая пешка | d8 белый слон · e8 белый слон · h8 белый король · h7 чёрная пешка · h6 чёрный король · f3 белая пешка · h3 чёрная пешка · h2 белая пешка | d8 белый слон · e8 белый слон · h8 белый король · h7 чёрная пешка · h6 чёрный король · f3 белая пешка · h3 чёрная пешка · h2 белая пешка | 6 |
| 5 | d8 белый слон · e8 белый слон · h8 белый король · h7 чёрная пешка · h6 чёрный король · f3 белая пешка · h3 чёрная пешка · h2 белая пешка | d8 белый слон · e8 белый слон · h8 белый король · h7 чёрная пешка · h6 чёрный король · f3 белая пешка · h3 чёрная пешка · h2 белая пешка | d8 белый слон · e8 белый слон · h8 белый король · h7 чёрная пешка · h6 чёрный король · f3 белая пешка · h3 чёрная пешка · h2 белая пешка | d8 белый слон · e8 белый слон · h8 белый король · h7 чёрная пешка · h6 чёрный король · f3 белая пешка · h3 чёрная пешка · h2 белая пешка | d8 белый слон · e8 белый слон · h8 белый король · h7 чёрная пешка · h6 чёрный король · f3 белая пешка · h3 чёрная пешка · h2 белая пешка | d8 белый слон · e8 белый слон · h8 белый король · h7 чёрная пешка · h6 чёрный король · f3 белая пешка · h3 чёрная пешка · h2 белая пешка | d8 белый слон · e8 белый слон · h8 белый король · h7 чёрная пешка · h6 чёрный король · f3 белая пешка · h3 чёрная пешка · h2 белая пешка | d8 белый слон · e8 белый слон · h8 белый король · h7 чёрная пешка · h6 чёрный король · f3 белая пешка · h3 чёрная пешка · h2 белая пешка | 5 |
| 4 | d8 белый слон · e8 белый слон · h8 белый король · h7 чёрная пешка · h6 чёрный король · f3 белая пешка · h3 чёрная пешка · h2 белая пешка | d8 белый слон · e8 белый слон · h8 белый король · h7 чёрная пешка · h6 чёрный король · f3 белая пешка · h3 чёрная пешка · h2 белая пешка | d8 белый слон · e8 белый слон · h8 белый король · h7 чёрная пешка · h6 чёрный король · f3 белая пешка · h3 чёрная пешка · h2 белая пешка | d8 белый слон · e8 белый слон · h8 белый король · h7 чёрная пешка · h6 чёрный король · f3 белая пешка · h3 чёрная пешка · h2 белая пешка | d8 белый слон · e8 белый слон · h8 белый король · h7 чёрная пешка · h6 чёрный король · f3 белая пешка · h3 чёрная пешка · h2 белая пешка | d8 белый слон · e8 белый слон · h8 белый король · h7 чёрная пешка · h6 чёрный король · f3 белая пешка · h3 чёрная пешка · h2 белая пешка | d8 белый слон · e8 белый слон · h8 белый король · h7 чёрная пешка · h6 чёрный король · f3 белая пешка · h3 чёрная пешка · h2 белая пешка | d8 белый слон · e8 белый слон · h8 белый король · h7 чёрная пешка · h6 чёрный король · f3 белая пешка · h3 чёрная пешка · h2 белая пешка | 4 |
| 3 | d8 белый слон · e8 белый слон · h8 белый король · h7 чёрная пешка · h6 чёрный король · f3 белая пешка · h3 чёрная пешка · h2 белая пешка | d8 белый слон · e8 белый слон · h8 белый король · h7 чёрная пешка · h6 чёрный король · f3 белая пешка · h3 чёрная пешка · h2 белая пешка | d8 белый слон · e8 белый слон · h8 белый король · h7 чёрная пешка · h6 чёрный король · f3 белая пешка · h3 чёрная пешка · h2 белая пешка | d8 белый слон · e8 белый слон · h8 белый король · h7 чёрная пешка · h6 чёрный король · f3 белая пешка · h3 чёрная пешка · h2 белая пешка | d8 белый слон · e8 белый слон · h8 белый король · h7 чёрная пешка · h6 чёрный король · f3 белая пешка · h3 чёрная пешка · h2 белая пешка | d8 белый слон · e8 белый слон · h8 белый король · h7 чёрная пешка · h6 чёрный король · f3 белая пешка · h3 чёрная пешка · h2 белая пешка | d8 белый слон · e8 белый слон · h8 белый король · h7 чёрная пешка · h6 чёрный король · f3 белая пешка · h3 чёрная пешка · h2 белая пешка | d8 белый слон · e8 белый слон · h8 белый король · h7 чёрная пешка · h6 чёрный король · f3 белая пешка · h3 чёрная пешка · h2 белая пешка | 3 |
| 2 | d8 белый слон · e8 белый слон · h8 белый король · h7 чёрная пешка · h6 чёрный король · f3 белая пешка · h3 чёрная пешка · h2 белая пешка | d8 белый слон · e8 белый слон · h8 белый король · h7 чёрная пешка · h6 чёрный король · f3 белая пешка · h3 чёрная пешка · h2 белая пешка | d8 белый слон · e8 белый слон · h8 белый король · h7 чёрная пешка · h6 чёрный король · f3 белая пешка · h3 чёрная пешка · h2 белая пешка | d8 белый слон · e8 белый слон · h8 белый король · h7 чёрная пешка · h6 чёрный король · f3 белая пешка · h3 чёрная пешка · h2 белая пешка | d8 белый слон · e8 белый слон · h8 белый король · h7 чёрная пешка · h6 чёрный король · f3 белая пешка · h3 чёрная пешка · h2 белая пешка | d8 белый слон · e8 белый слон · h8 белый король · h7 чёрная пешка · h6 чёрный король · f3 белая пешка · h3 чёрная пешка · h2 белая пешка | d8 белый слон · e8 белый слон · h8 белый король · h7 чёрная пешка · h6 чёрный король · f3 белая пешка · h3 чёрная пешка · h2 белая пешка | d8 белый слон · e8 белый слон · h8 белый король · h7 чёрная пешка · h6 чёрный король · f3 белая пешка · h3 чёрная пешка · h2 белая пешка | 2 |
| 1 | d8 белый слон · e8 белый слон · h8 белый король · h7 чёрная пешка · h6 чёрный король · f3 белая пешка · h3 чёрная пешка · h2 белая пешка | d8 белый слон · e8 белый слон · h8 белый король · h7 чёрная пешка · h6 чёрный король · f3 белая пешка · h3 чёрная пешка · h2 белая пешка | d8 белый слон · e8 белый слон · h8 белый король · h7 чёрная пешка · h6 чёрный король · f3 белая пешка · h3 чёрная пешка · h2 белая пешка | d8 белый слон · e8 белый слон · h8 белый король · h7 чёрная пешка · h6 чёрный король · f3 белая пешка · h3 чёрная пешка · h2 белая пешка | d8 белый слон · e8 белый слон · h8 белый король · h7 чёрная пешка · h6 чёрный король · f3 белая пешка · h3 чёрная пешка · h2 белая пешка | d8 белый слон · e8 белый слон · h8 белый король · h7 чёрная пешка · h6 чёрный король · f3 белая пешка · h3 чёрная пешка · h2 белая пешка | d8 белый слон · e8 белый слон · h8 белый король · h7 чёрная пешка · h6 чёрный король · f3 белая пешка · h3 чёрная пешка · h2 белая пешка | d8 белый слон · e8 белый слон · h8 белый король · h7 чёрная пешка · h6 чёрный король · f3 белая пешка · h3 чёрная пешка · h2 белая пешка | 1 |
|   | a | b | c | d | e | f | g | h |   |

1.Ch5! Kp:h5 2.Kpg7 h6 3.Kpf6 Kph4 4.Kpg6#

Андерсен был и проблемистом, составителем шахматных задач. Сборник «Задачи для шахматистов» (нем. Aufgaben für Schachspieler) из 60 задач Андерсен выпустил ещё в 1842 году. Впоследствии продолжал публиковать задачи в журналах, через год после победы на первом международном турнире вышло второе издание сборника.
Наряду с Болтоном и Бреде, Андерсен оказал существенное влияние на развитие задачной композиции. Его задачи заметно, и в лучшую сторону, отличались от тех, что обычно составлялись тогда. Интересно, что любитель в игре атаки и комбинаций отвергал форсированные задачи с множеством жертв.
На приведённой диаграмме — одна из идей, открытых Андерсеном (эта тема носит его имя).

## Характер и личная жизнь
Адольф Андерсен отличался добрым характером, часто улыбался, но, если во время анализа им партии кто-то из присутствующих предлагал свой вариант, и тот оказывался неверным, мастер мог ответить довольно резко. Увлечённый, он нередко вставал и продолжал анализ, стоя. Часто, анализируя и даже играя, он сопровождал свои и чужие ходы шутками (иногда грубоватыми, но всегда добродушными). Однако, когда партия принимала сложный характер, Андерсен обхватывал голову руками, рассчитывая варианты, сжимал губы, уголки рта немного дрожали. Если партия проходила спокойно, он обычно брал в руку сигару. Фигуры Андерсен передвигал то тихо, практически бесшумно, а то, наоборот, порывисто (это зависело от хода партии).
Он играл не только в шахматы, но и в шашки, также считаясь лучшим игроком мира.
По воспоминаниям Эрнста Фалькбеера, который хорошо знал Андерсена, замечательная память шахматиста проявлялась не в одной лишь игре. Андерсен легко запоминал шедевры древнегреческой литературы — причём не фрагментами, а целиком. Отличался он и прекрасными математическими способностями: без труда, специально не готовясь, решал сложнейшие задачи по геометрии.
Андерсен никогда не был женат. Он жил вместе со своей матерью и своей незамужней сестрой.

## Турнирные и матчевые результаты
| Год       | Город              | Турнир | +   | −       | =     | Результат                     | Место |
| --------- | ------------------ | --- | --- | ------- | ----- | ----------------------------- | ----- |
| 1845      | Бреслау            | Серия партий против Л. Бледова                                                                                           | 0   | 4       | 1     | ½ из 5                        |       |
| 1845/1846 | Бреслау            | Серия партий против Т. Лаза                                                                                              | 1   | 5       | 0     | 1 из 6                        |       |
| 1848      | Бреслау            | Матч против Д. Гарвица                                                                                                   | 5   | 5       | 0     | 5 из 10                       |       |
| 1851      | Лондон             | 1-й международный турнир матч против Л. Кизерицкого матч против Й. Сена матч против Г. Стаунтона матч против М. Уайвилла | 2 4 | 0 2 1 2 | 1 0 1 | 2½ из 3 4 из 6 4 из 5 4½ из 7 | 1     |
|           | Лондон             | Турнир Лондонского шахматного клуба                                                                                      | 7   | 0       | 1     | 7½ из 8                       | 1     |
| 1857      | Манчестер          | Турнир Британской шахматной ассоциации Партия против Д. Гарвица Партия против И. Я. Лёвенталя                            | 1 0 | 0 1     | 0     | 1 из 1 0 из 1                 |       |
| 1858      | Париж              | Матч против П. Морфи | 2   | 7       | 2     | 3 из 11                       |       |
| 1859      | Берлин             | Матч против К. Майета | 14  | 0       | 2     | 15 из 16                      |       |
|           | Бреслау            | Матч против Б. Зуле | 27  | 13      | 8     | 31 из 48                      |       |
|           | Берлин             | Матч против Ж. Дюфреня                                                                                                   | 4   | 0       | 0     | 4 из 4                        |       |
|           | Кёльн              | Матч против А. Карстаньена                                                                                               | 7   | 3       | 1     | 7½ из 11                      |       |
| 1860      | Берлин             | Матч против Ф. Гиршфельда                                                                                                | 14  | 10      | 5     | 16½ из 29                     |       |
|           | Париж              | Серия «лёгких» партий против И. Колиша                                                                                   | 6   | 6       | 0     | 6 из 12                       |       |
| 1861      | Лондон             | Матч против И. Колиша | 4   | 3       | 2     | 5 из 9                        |       |
| 1862      | Лондон             | 2-й международный турнир                                                                                                 | 12  | 1       | 0     | 12 из 13                      | 1     |
|           | Лондон             | Матч против Л. Паульсена                                                                                                 | 3   | 3       | 2     | 4 из 8                        |       |
| 1866      | Лондон             | Матч против В. Стейница                                                                                                  | 6   | 8       | 0     | 6 из 14                       |       |
| 1868      | Берлин             | Матч против И. Г. Цукерторта                                                                                             | 8   | 3       | 1     | 8½ из 12                      |       |
|           | Ахен               | 7-й конгресс западногерманского шахматного союза                                                                         |     |         |       | 3 из 4                        | 2     |
|           | Гамбург            | 2-й конгресс среднегерманского шахматного союза                                                                          |     |         |       | 4 из 5                        | 1     |
| 1869      | Бармен             | 8-й конгресс западногерманского шахматного союза                                                                         |     |         |       | 5 из 5                        | 1     |
| 1870      | Баден-Баден        | Международный турнир |     |         |       | 11 из 18                      | 1     |
| 1871      | Крефельд           | 9-й конгресс западногерманского шахматного союза                                                                         |     |         |       | 4 из 5                        | 2     |
|           | Лейпциг            | 1-й конгресс среднегерманского шахматного союза                                                                          |     |         |       | 4½ из 5                       | 1     |
|           | Берлин             | Матч против И. Г. Цукерторта                                                                                             | 2   | 5       | 0     | 2 из 7                        |       |
| 1872      | Альтона            | 3-й конгресс северогерманского шахматного союза                                                                          |     |         |       | 3½ из 4                       | 1     |
| 1873      | Вена               | Международный турнир | 17  | 9       | 4     | 19 из 30                      | 3     |
| 1876      | Лейпциг            | 2-й конгресс среднегерманского шахматного союза                                                                          |     |         |       | 3½ из 5                       | 1     |
|           | Лейпциг            | Матч против Л. Паульсена                                                                                                 | 4   | 5       | 1     | 4½ из 10                      |       |
| 1877      | Лейпциг            | |     |         |       | 8½ из 11                      | 2     |
|           | Лейпциг            | Матч против Л. Паульсена                                                                                                 | 3   | 5       | 1     | 3½ из 9                       |       |
| 1878      | Париж              | 2-й международный турнир                                                                                                 | 11  | 8       | 3     | 12½ из 22                     | 6     |
|           | Франкфурт-на-Майне | 12-й конгресс западногерманского шахматного союза                                                                        | 5   | 2       | 2     | 6 из 9                        | 3     |

## Книги
- Adolf Anderssen. Aufgaben für Schachspieler, nebst ihren Lösungen. — 2. Auflage. — Breslau, 1852.